# Super Six World Boxing Classic
El Super Six World Boxing Classic es un torneo de boxeo de peso supermediano organizado por Showtime en colaboración con Sauerland Event. El ganador del torneo tendrá los títulos de The Ring, Asociación Mundial de Boxeo (AMB) y el Consejo Mundial de Boxeo (CMB).
Los boxeadores inscritos en el torneo fueron el entonces campeón de peso supermediano de la AMB, Mikkel Kessler, el entonces campeón supermediano del CMB, Carl Froch, el medallista de oro en los Juegos Olímpicos de 2004, Andre Ward, el excampeón de peso mediano Jermain Taylor, Arthur Abraham, y el medallista de bronce en las Olimpiadas de 2004, Andre Dirrell. Taylor y Kessler más tarde se retiraron del torneo y fueron reemplazados por el excampeón de peso semipesado Glen Johnson y Allan Green.
La final del torneo fue entre Andre Ward y Carl Froch el 17 de diciembre de 2011, en Boardwalk Hall, en Atlantic City, Nueva Jersey, con victoria para Ward, por decisión unánime.

## Formato
Todos los combates son a 12 rondas.
El formato original se basó en una lista de seis boxeadores que competirán a lo largo de la fase de grupos del torneo, venciendo en los combates para acceder a semifinal y final. El formato original se ha ajustado debido a las numerosas lesiones y retiros entre los seis boxeadores y la inserción de los boxeadores de reemplazo en las diferentes etapas en el torneo.
La competición comenzó con una fase de grupos, donde cada boxeador estaba destinado a pelear tres veces. Los puntos se reparten: tres puntos por una victoria por nocaut o nocaut técnico, dos puntos por una victoria en los puntos (o descalificación), un punto por empate y cero puntos por una derrota.
Los cuatro primeros en la fase de grupos, pasarán a las semifinales, enfrentándose el primer clasificado contra el cuarto, y el segundo contra el tercero. Ambos ganadores en las semifinales accederán a la final.
El campeonato de peso medio del CMB y el campeonato de la AMB, están destinados a estar en juego para cada una de las peleas de los campeones, dando como resultado la unificación de los dos a la conclusión del torneo. A pesar de esta unificación fue puesta en peligro por el retiro del excampeón del CMB Mikkel Kessler y la pelea no perteneciente al torneo entre campeón de la AMB Andre Ward y Bika Sakio que siguió a la retirada de Andre Dirrell, ambos títulos se conservan en la mezcla después de la final de la fase de grupos.

## Participantes
- Andre Ward
- Carl Froch
- Mikkel Kessler
- Arthur Abraham
- Andre Dirrell
- Jermain Taylor
- Glen Johnson (en sustitución de Kessler)
- Allan Green (en sustitución de Taylor)

## Resultados

### Fase de grupos
| Pos. | Boxeador        | Peleas | Victorias | Derrotas | Empates | Knockouts | Puntos | Títulos ganados | Títulos perdidos | Campeones actuales |
| ---- | --------------- | ------ | --------- | -------- | ------- | --------- | ------ | --------------- | ---------------- | ------------------ |
| 1    | Andre Ward      | 2 (3a) | 2 (3a)    | 0        | 0       | 0         | 6a     | 1               | 0                | WBA                |
| 2    | Carl Froch      | 3      | 2         | 1        | 0       | 0         | 4      | 1               | 1                | WBC                |
| 3    | Glen Johnson    | 1      | 1         | 0        | 0       | 1         | 3      | 0               | 0                | --                 |
| 4    | Arthur Abraham  | 3      | 1         | 2        | 0       | 1         | 3      | 0               | 0                | --                 |
| 5    | Allan Green     | 2      | 0         | 2        | 0       | 0         | 0      | 0               | 0                | --                 |
| n/a  | Mikkel Kessler^ | 2      | 1         | 1        | 0       | 0         | 2      | 1               | 1 (2b)           | --                 |
| n/a  | Andre Dirrell^  | 2      | 1         | 1        | 0       | 0         | 2      | 0               | 0                | --                 |
| n/a  | Jermain Taylor^ | 1      | 0         | 1        | 0       | 0         | 0      | 0               | 0                | --                 |

^ indica exparticipante.
a. Andre Ward tiene 2 peleas reales ganadas, y se le concedió una victoria adicional debido a la retirada de Andre Dirrell.
b. Mikkel Kessler: ganó 1 título, perdió 1 título, y dejó 1 título vacante por lesión.

### Semifinales y Final

#### Semifinales
| Fecha              | Vencedor   | Resultado         | Perdedor       | Lugar                               | Títulos |
| 14 de mayo de 2011 | Andre Ward | Decisión Unánime  | Arthur Abraham | Carson, Los Angeles, Estados Unidos | WBA     |
| 4 de junio de 2011 | Carl Froch | Decisión Dividida | Glen Johnson   | Atlantic City, Estados Unidos       | WBC     |

#### Final
| Fecha                   | Vencedor   | Resultado        | Perdedor   | Lugar                         | Títulos             |
| 17 de diciembre de 2011 | Andre Ward | Decisión Unánime | Carl Froch | Atlantic City, Estados Unidos | The Ring, WBA & WBC |